# Fantastica Moana
Fantastica Moana è un film pornografico del 1987 diretto da Riccardo Schicchi e segna la consacrazione di Moana Pozzi nel mondo dell'hard core nonostante il suo debutto risalga al 1981 nel film Valentina, ragazza in calore.
L'anno precedente l'attrice aveva raggiunto una certa notorietà con il processo per lo spettacolo Curve deliziose, dove le protagoniste femminili, Moana Pozzi, Cicciolina, Ramba, Cornelia Oltean e il loro manager Schicchi, insieme addirittura al tecnico delle luci furono denunciati per atti osceni e denunciati per la violazione dell'articolo 528 del codice penale italiano.

## Trama
Moana è bella e famosa ma perseguitata: un ammiratore esercita una strana forza su di lei, infatti dopo averla vista su un cartellone inizia a fantasticare e a vederla in ogni donna bionda e scollacciata.
Varie le scene di sesso tra lo spasimante ossessionato e le malcapitate biondone, nelle quali nei fotogrammi del film si sovrappone sempre Moana, come immagine perentoria e inevitabile dell'amplesso selvaggio e protagonista assoluta delle fantasie del fan.
Tutto questo si ripercuote su Moana stessa facendola agitare e provando piacere e orgasmo ad ogni fantasia e momento di eccitazione del suo ammiratore; tale che, in ogni luogo ove la pornostar si possa trovare, prova un senso di possessione nel vuoto, come se ci fosse effettivamente un qualcuno. La soluzione del suo manager e del suo staff è semplice: attirare il fantomatico fan ad uno spettacolo della sua attrice preferita e costringerlo ad un'inevitabile orgia di gruppo, per esorcizzare il suo fantasma. Il film prosegue con scene di sesso di gruppo, che si concludono con l'eiaculazione dei protagonisti maschili su Moana Pozzi. La pellicola termina con la protagonista, che rimane vestita, con una breve scena in cui seduta su un divano è alle prese con l'ennesimo orgasmo per poi guardare in macchina e chiedere maliziosa agli spettatori: 'E ora chi sarà stato di voi?'.